# Calverton Park
Calverton Park és una població dels Estats Units a l'estat de Missouri. Segons el cens del 2000 tenia 1.322 habitants.

## Demografia
Segons el cens del 2000, Calverton Park tenia 1.322 habitants, 494 habitatges, i 345 famílies. La densitat de població era de 1.215,3 habitants per km².
Dels 494 habitatges en un 34,2% hi vivien nens de menys de 18 anys, en un 47,6% hi vivien parelles casades, en un 19,2% dones solteres, i en un 30% no eren unitats familiars. En el 24,3% dels habitatges hi vivien persones soles el 9,5% de les quals corresponia a persones de 65 anys o més que vivien soles. El nombre mitjà de persones vivint en cada habitatge era de 2,68 i el nombre mitjà de persones que vivien en cada família era de 3,22.
Per edats la població es repartia de la següent manera: un 28,8% tenia menys de 18 anys, un 8,9% entre 18 i 24, un 28,7% entre 25 i 44, un 19,2% de 45 a 60 i un 14,4% 65 anys o més.
L'edat mediana era de 35 anys. Per cada 100 dones de 18 o més anys hi havia 87,8 homes.
La renda mediana per habitatge era de 44.632 $ i la renda mediana per família de 49.375 $. Els homes tenien una renda mediana de 34.500 $ mentre que les dones 26.875 $. La renda per capita de la població era de 25.723 $. Entorn del 8,1% de les famílies i el 9,1% de la població estaven per davall del llindar de pobresa.

## Poblacions més properes
El següent diagrama mostra les poblacions més properes.